# ساری‌قایه، زرداب
ساری‌قایه (به ترکی آذربایجانی: Sarıqaya) یک منطقهٔ مسکونی در جمهوری آذربایجان است که در شهرستان زردآب واقع شده‌است. ساری‌قایه ۶۷۷ نفر جمعیت دارد.